# Средняя (гора)
Средняя (или Средняя сопка) — гора, потухший вулкан на полуострове Камчатка, Россия.
Находится в центральной части полуострова. Расположен в Ключевской группе вулканов, между Ключевским и Плоским вулканами. Входит в восточный вулканический пояс.
Вулкан Средняя сопка конический стройный вулкан, с несколько разрушенным восточным склоном и относительной высотой 400 м. Абсолютная высота — 2978 м над уровнем моря, по другим — 2989 м.
Вулкан потухший, дата последнего извержения точно не определена.